# 林光雄
林 光雄（リム・グァンウン、朝鮮語: 림광웅）は、朝鮮民主主義人民共和国の政治家。民用航空総局（現在は高麗航空総局）総局長、朝鮮労働党中央委員会委員候補。

## 経歴
出生地や生年月日は不明。2014年7月11日に金正恩第一書記が平壌国際空港を現地指導した際に民用航空総局関係者として出迎えた。2017年10月7日に開催された朝鮮労働党中央委員会第7期第2回総会で党中央委員候補に選出され、2018年1月に民用航空総局総局長に任命されていたことが判明した。
2019年3月10日に実施された最高人民会議第14期代議員選挙で最高人民会議代議員に選出された。中朝航路開通60周年を記念して、同年5月28日から民用航空代表団を率いて中国を訪問。馮正霖中国民用航空局長との間に、民用航空分野での了解覚書に調印した。2021年1月5日から開催された朝鮮労働党第8次大会で中央委員会委員候補に再選された。
2021年9月9日に行われた建国73周年慶祝閲兵式では、高麗航空総局労農赤衛軍縦隊を率いて行進した。